# Neuheim
Neuheim es una comuna suiza del cantón de Zug. Limita al norte y noreste con las comunas de Hausen am Albis (ZH) y Hirzel (ZH), al este y sur con Menzingen, y al oeste con Baar.
La comuna fue conectada al sistema de trenes regionales del cantón en 2004 cuando fue inaugurado el sistema.